# Роанн Хо
Роанн Хо (англ. Roanne Ho, 27 жовтня 1992) — сінгапурська плавчиня. Учасниця Чемпіонату світу з водних видів спорту 2015, де в попередніх запливах на дистанції 50 метрів брасом посіла 38-ме місце і не вийшла до півфіналів.